# Острогожский уезд
Острогожский уезд — административно-территориальная единица в составе Белгородской, затем Воронежской губернии, существовавшая в 1727—1928 годах. Уездный город — Острогожск.

## Географическое положение
Уезд располагался в центральной части Воронежской губернии, граничил на юге с Харьковской губернией. Площадь уезда составляла в 1897 году 7 100,4 верст² (8 080 км²), в 1926 году — 8 412 км².

## История
Острогожский уезд, как местность вокруг города Острогожск, известен с 1658 года, когда был учреждён Белгородский разряд. После учреждения губерний уезд приписан к Азовской губернии, с 1719 года — в составе Воронежской провинции этой губернии. В 1722 году Острогожск с уездом передан в Белгородскую провинцию Киевской губернии (с 1727 года — Белгородской губернии).
В 1779 году Острогожский уезд был официально оформлен в составе Воронежского наместничества (с 1796 года — Воронежской губернии).
В 1797 году Острогожский уезд был передан в состав восстановленной Слободско-Украинской губернии.
В 1796 году, после смерти Екатерины Второй, согласно Именному указу Павла Первого «О новом разделении государства на губернии», данного Сенату 12 декабря, Слободско-Украинская губерния восстановлена в рамках наместничества с изменением территории: в границах 1765 года. Территории Слободской губернии, полученные в 1779 году из Воронежской губернии и находившиеся до того в составе Харьковского наместничества, были переданы обратно в Слободскую губернию, в том числе Острогожский уезд.
Согласно сенатскому указу по Высочайше утверждённому докладу «Об отчислении от Слободско-Украинской губернии в Воронежскую трёх уездов и о восстановлении в Слободско-Украинской губернии трёх заштатных городов» от 29 марта 1802 года из Слободской губернии были переданы обратно в Воронежскую Богучарский, Острогожский и Старобельский уезды; в состав Острогожского вошла территория упраздненного Калитвянского уезда.
12 февраля 1923 года в состав уезда вошли Алейниковская, Алексеевская, Верхнепокровская, Верхососенская, Засосенская, Иловская, Матреногезевская, Наголенская и Ольшанская волости упразднённого Алексеевского уезда, Колбинская, Коротоякская, Красненская, Новоуколовская, Новохворостянская, Расховецкая, Репьевская, Старобезгинская, Тресоруковская и Урывская волости упразднённого Коротоякского уезда. Одновременно из уезда были переданы Айдарская, Белогорская,Всесвятская, Гончаровская, Евстратовская, Караяшниковская, Лизиновская, Новокалитвянская, Ольховатская, Подгоренская, Ровенская, Россошанская, Сангуновская и Старокалитвянская волости в Россошанский уезд.
9 мая 1923 года из Острогожского уезда в Новооскольский уезд Курской губернии была передана Старобезгинская волость.
30 июля 1928 года Воронежская губерния и все уезды были упразднены. Территория Острогожского уезда вошла в состав Острогожского округа Центрально-Чернозёмной области. Одновременно город Острогожск был передан в Острогожский район Острогожского округа Центрально-Чернозёмной области.

## Население
По данным переписи 1897 года в уезде проживало 273 837 чел. В Острогожске проживало 20 983 чел.
По итогам всесоюзной переписи населения 1926 года население уезда составило 426 235 человек, из них городское — 30 006 человек.

### Языковой состав
Родной язык населения Острогожского уезда по данным переписи 1897 года:
| Язык                       | Численность, чел. | Доля     |
| -------------------------- | ----------------- | -------- |
| Украинский («малорусский») | 247 241           | 90,29 %  |
| Русский («великорусский»)  | 23 061            | 8,42 %   |
| Белорусский                | 1 686             | 0,62 %   |
| Немецкий                   | 1 128             | 0,41 %   |
| Другие                     | 721               | 0,26 %   |
| Итого                      | 273 837           | 100,00 % |

## Административное деление
В 1890 году в состав уезда входило 28 волостей:
| № п/п | Волость            | Волостное правление   | Число селений | Население |
| ----- | ------------------ | --------------------- | ------------- | --------- |
| 1     | Айдарская          | сл. Айдар             | 13            | 7310      |
| 2     | Белогорская        | сл. Белогорье         | 18            | 16942     |
| 3     | Владимировская     | сл. Владимировка      | 4             | 3159      |
| 4     | Всесвятская        | сл. Всесвятская       | 6             | 6075      |
| 5     | Гончаровская       | сл. Гончаровка        | 13            | 8169      |
| 6     | Дальне-Полубянская | сл. Дальняя Полубянка | 16            | 11519     |
| 7     | Евдаковская        | сл. Евдаково          | 19            | 14499     |
| 8     | Евстратовская      | сл. Евстратовка       | 11            | 8108      |
| 9     | Караяшниковская    | сл. Караяшник         | 7             | 5528      |
| 10    | Карпенковская      | сл. Карпенкова        | 13            | 11602     |
| 11    | Лизиновская        | сл. Лизиновка         | 7             | 6690      |
| 12    | Лушниковская       | сл. Лушниковка        | 2             | 6083      |
| 13    | Лысянская          | сл. Лыски             | 13            | 12671     |
| 14    | Марковская         | сл. Марки             | 6             | 6054      |
| 15    | Марьевская         | сл. Марьевка          | 8             | 7430      |
| 16    | Ново-Калитвянская  | сл. Новая Калитва     | 8             | 12648     |
| 17    | Ново-Сотенская     | сл. Новая Сотня       | 2             | 9132      |
| 18    | Ольховатская       | сл. Ольховатка        | 2             | 10128     |
| 19    | Подгоренская       | сл. Подгорная         | 33            | 8743      |
| 20    | Ровенская          | сл. Ровенки           | 14            | 15369     |
| 21    | Россошанская       | сл. Россошь           | 6             | 18675     |
| 22    | Рыбенсдорфская     | сл. Рибенсдорф        | 2             | 1200      |
| 23    | Сагуновская        | сл. Сагуны            | 12            | 16184     |
| 24    | Семейская          | сл. Семейки           | 10            | 7223      |
| 25    | Старо-Калитвянская | сл. Старая Калитва    | 4             | 9091      |
| 26    | Тростянская        | сл. Тростянка         | 5             | 6657      |
| 27    | Шапошниковская     | сл. Шапошникова       | 5             | 6232      |
| 28    | Щученская          | сл. Щучье             | 3             | 4067      |

В 1913 году в уезде было 26 волостей, упразднены Владимировская, Гниловская, Дальне-Полубянская, Евдаковская волости, образованы Каменская (с. Каменка), Колыбельская (с. Колыбелка) волости.
Также некоторое время в составе уезда присутствовала Репьёвская волость.

## Населённые пункты
По переписи 1897 года наиболее крупные населённые пункты уезда:
| - город Острогожск – 20983 чел.; - сл. Россошь - 8772 чел.; - сл. Ровеньки - 8757 чел.; - сл. Ольховатка - 7945 чел.; - сл. Белогорье - 7268 чел.; - сл. Подгорное - 6034 чел.; - сл. Старая Калитва - 5355 чел.; - сл. Сагуны - 4201 чел.; - сл. Новая Калитва - 4087 чел.; - сл. Гончаровка - 3464 чел.; | - сл. Марки - 3268 чел.; - сл. Лыски - 3108 чел.; - сл. Шапошниково - 2958 чел.; - сл. Поповка - 2773 чел.; - сл. Тростянка - 2724 чел.; - сл. Айдар - 2617 чел.; - сл. Коденцово - 2593 чел.; - сл. Лизиновка - 2516 чел.; - сл. Лозная - 2472 чел.; | - сл. Карпенково - 2462 чел.; - сл. Морозовка - 2388 чел.; - сл. Колодежная - 2347 чел.; - сл. Колыбелка - 2257 чел.; - сл. Евстратовка - 2194 чел.; - сл. Сергеевка - 2183 чел.; - сл. Семейка - 2174 чел.; - сл. Верхние Марки - 2120 чел.; - сл. Харьковка - 2034 чел.; |

## Известные уроженцы
- Аркадий Животко (1890—1948) — украинский общественно-политический деятель, педагог, журналист и публицист, исследователь истории украинской прессы.
- Лев Соловьёв (1837—1919) — российский художник, автор картины «Монахи. Не туда заехали».